# بودكاست أسمع لأرى
بودكاست أسمع لأرى هو برنامج إذاعي مخصص للأطفال من إنتاج صانعة المحتوى الفلسطينية روزان سليمان.

## عن أسمع لأرى
يتناول بودكاست أسمع لأرى قصصًا عالمية موجهة للأطفال، ويعرض مجموعة متنوعة من الحكايات من مختلف الثقافات والبلدان. يتم تقديم هذه القصص بأسلوب بسيط ومناسب للأطفال، مما يساعدهم على فهم الأحداث والشخصيات بسهولة. يستخدم البرنامج الأداء الصوتي لإحياء الشخصيات، مما يعزز تجربة الاستماع للأطفال.
البودكاست متاح على منصات متعددة، وقد تم إطلاقه في الثاني من شهر يونيو من العام 2023.

## الحلقات
| رقم الحلقة | عنوان الحلقة                   | المصدر | تاريخ العرض | موضوع الحلقة |
| ---------- | ------------------------------ | --- | ----------- | --- |
| 1          | الخروف لامع والذئب             | القصة مأخوذة بتصرف من كتاب ألوان من قصص الأطفال في الأدب العالمي، ترجمة محمد نجدة راجي شهيد، والصادر عن مؤسسة هنداوي. بالإضافة إلى قصة عدوّ المعيز لكامل كيلاني. | 2/6/2023    | أحيانا نظن أن القوة الجسدية وحدها تكفينا لنحقق ما نريد، وأحيانا نظن أن الذكاء وحده هو ما يكفي، أو ربما وجودهما معا، ولكن هل الأمر حقا كذلك؟ |
| 2          | الأسد والثور والوزير دمنة      | القصة مأخوذة بتصرف من قصة دمنة وشتربة لكامل كيلاني وهي من قصص كليلة ودمنة وقد تم تغيير خاتمتها والتعديل عليها.                                                  | 16/6/2023   | أولا: كيف يؤدي الحسد إلى الفرقة بين الأحبة؟ ثانيا: كيف يكون الاعتذار الحقيقي للآخرين عن الخطأ؟ ثالثا: هل يمكن أن نعفو ونسامح؟ |
| 3          | الصندوق المسحور (الجزء الأول)  | القصة مأخوذة بتصرف من قصة العلبة المسحورة لكامل كيلاني. | 30/6/2023   | من المعروف أن الأذى الجسدي مؤلم، ولكن هل يمكن أن تكون الكلمات مؤذية؟ بل وشديدة الألم؟ |
| 4          | الصندوق المسحور (الجزء الثاني) | القصة مأخوذة بتصرف من قصة العلبة المسحورة لكامل كيلاني. | 14/7/2023   | أثر الكلام الطيب في النفس. ويمكن هنا استحضار الحديث: "والكلمة الطيبة صدقة". |
| 5          | جحا والدجاجتان                 | القصة مأخوذة بتصرف كبير من كتاب رابونزل وقصص أخرى، بقلم الأخوان جريم، والصادر عن مؤسسة هنداوي. كما أن القصة مروية قديما تحت عنوان جحا المجنون.                  | 28/7/2023   | القصة عبارة عن طرفة والهدف منها الابتهاج والابتسامة والتعرف على العم جحا. |
| 6          | صوفي والأم هوبي                | القصة مأخوذة بتصرف من كتاب رابونزل وقصص أخرى، بقلم الأخوان جريم، والصادر عن مؤسسة هنداوي.                                                                       | 11/8/2023   | كل عمل نقوم به سيعود علينا. والمحسن سيكافأ بإحسانه ولو بعد حين. |
| 7          | أصيص الزرع الفارغ              | القصة مأخوذة بتصرف من كتاب ألوان من قصص الأطفال في الأدب العالمي، ترجمة محمد نجدة راجي شهيد، والصادر عن مؤسسة هنداوي.                                           | 25/8/2023   | تعزّز القصة العديد من القيم كالاجتهاد والمثابرة، والإخلاص والأمانة والصّدق، وتؤكد على أهمية السعي والعمل بغض النظر عن النتيجة. |
| 8          | طائر الرّخ                      | القصة مأخوذة بتصرف من كتاب قصص صينية للأطفال، بقلم فريدريك إتش مارتنز، والصادر عن مؤسسة هنداوي.                                                                 | 8/9/2023    | يقال: "القناعة كنز لا يفنى"، ويقال أيضاً: "من يطمع بكل شيء يخسر كل شيء"، فما هي القناعة؟ وما هو الطمع؟ وما المقصود بالعبارتين السابقتين؟ |
| 9          | ملابس الإمبراطور الجديدة       | القصة مأخوذة بتصرف من كتاب ألوان من قصص الأطفال في الأدب العالمي، ترجمة محمد نجدة راجي شهيد، والصادر عن مؤسسة هنداوي.                                           | 22/9/2023   | تخبرنا القصة بعواقب المغالاة في الاهتمام بآراء الناس فينا وتقديرهم لنا، كما أنها تعزز ضرورة التعبير عن الرأي بشجاعة. |
| 10         | الصّيّاد والسّمكة                 | القصة مأخوذة بتصرف من كتاب رابونزل وقصص أخرى، بقلم الأخوان جريم، والصادر عن مؤسسة هنداوي.                                                                       | 6/10/2323   | تعالج القصة عواقب الطمع بما فوق الحاجة، والمغالاة في طلب المال والسلطة. |
| 11         | الفأر والأسد                   | أغلب الظن أن القصة للكاتب الإغريقي إيسوب وهي هنا بتصرف | 3/11/2023   | هل يصحُّ الْحُكم على الآخرين بناء على شكلهم أو حجمهم أو لونهم؟ وهنا يمكن استحضار قول الشاعر: “إنّ البعوضةَ تدمي مقلة الأسدِ”. |
| 12         | الغرابان وجرة الماء            | القصة متداولة ولم يتم الوقوف على مصدرها | 17/11/2023  | تعزز القصة العديد من القيم كالاجتهاد والعمل وتدعو إلى التفاؤل والسّعي، فخير للمرء أن يموت ساعيا من أن يموت مستسلما. |
| 13         | أكلت يوم أكل الثور الأبيض      | القصة متداولة ولم يتم الوقوف على مصدرها | 1/12/2023   | تُعالج القصة أثر الفرقة والاختلاف في إضعاف الأفراد. كما تعالج عاقبة الغدر بالقريب والتآمر مع العدو. |
| 14         | بطولة امرأة عجوز               | القصة لكارل مولينهوف وهو كاتب ألماني توفي سنة 1884. | 29/12/2023  | تُعلي القصة من قيمة الروح والحياة في مقابل الأمور المادية، وتعزز أهمية التفكير الحكيم في اتخاذ القرارات المصيرية. |
| 15         | السّارق                         | القصة بتصرف لكريستوف فون شميد وهو كاتب ألماني توفي عام 1854. | 12/1/2024   | تُطلعنا القصة على معلومة جميلة تتخلّلُ معالجتها خطورة التسرع في الحكم على الآخرين دون تريث ودون الاستماع لوجهة نظرهم، وأثر ذلك في العلاقات. |
| 16         | العملاق الأنانيّ                | القصة مأخوذة بتصرف من كتاب الأمير السعيد وحكايات أخرى تأليف أوسكار وايلد وترجمة سارة طه علام، والصادر عن مؤسسة هنداوي.                                          | 26/1/2024   | تُعزز القصة من قيمة المحبة والمشاركة، وتسلط الضوء على عواقب الأنانية وأثرها في النفس. |
| 17         | وفاة موظف حكومي                | القصة مأخوذة بتصرف بسيط من كتاب قصص عالمية، ترجمة محمد نجدة راجي شهيد، والصادر عن الهيئة العامة السورية للكتاب.                                                 | 9/2/2024    | تعالج القصة بطريقة طريفة موضوع المبالغة في الاعتذار للآخرين عموما، والمبالغة في تقدير أصحاب المناصب العالية خصوصا. |
| 18         | جواد الأرض الخضراء             | القصة للكاتب والأديب السوري زكريا تامر | 23/2/2024   | تؤكد القصة على قيم الحرية والشجاعة والتصدي للظلم ومحاربته. |
| 19         | الذئب والكلب السمين            | القصة بتصرف لجان دي لافونتين وهو كاتب فرنسي توفي عام 1695. | 8/3/2024    | ما معنى الحياة السعيدة؟ ولو خيرتم بين رغد العيش والحرية فماذا ستختارون؟ |
| 20         | الأبناء الثلاثة                | القصة بتصرف للأديب الروسي ليو تولستوي المتوفى عام 1910. | 22/3/2024   | الإنسانية والتضامن الحي مع الآخرين أكبر قيمة من الموهبة المتمركزة حول الذات. |
| 21         | الغراب الطائر                  | القصة مأخوذة بتصرف من قصة الغراب الطائر لكامل كيلاني والصادرة عن مؤسسة هنداوي.                                                                                  | 5/4/2024    | كيف تنتشر الشائعات والخرافات بين الناس، وتختلط بالحقائق بعد انتقالها بين الألْسُن؟ وما دَوْرنا حين تصل الشائعة إلى مسامعنا؟ |
| 22         | سارق الروائح                   | القصة مأخوذة من قصة سارق الروائح لمارلين كينسيلا، ترجمة لمى حبيب حسين، والصادر عن الهيئة العامة السورية للكتاب.                                                 | 19/4/2024   | تعالج القصة بطريقة طريفة المبالغة في البخل وتلقي الضوء على حكمة قاضٍ. |
| 23         | نجم البحر                      | القصة مأخوذة من قصة نجم البحر للورين آيسلي، ترجمة سلام الفاضل، والصادرة عن الهيئة العامة السورية للكتاب.                                                        | 3/5/2024    | تؤكد القصة على أهمية الإحسان وفعل الخير والسعي والعمل بغض النظر عن النتيجة. |
| 24         | الأسد المريض والثعلب           | القصة تنسب للكاتب الإغريقي إيسوب | 17/5/2024   | تعالج القصة بشكل أساسي مسألة الخديعة واليقظة والتعلم من مصائر الآخرين. ويمكن للأهل أو المربين مناقشة تصرف الثعلب في نهاية القصة للتوصل معهم إلى دروس أخرى مستفادة. |
| 25         | الإسكافيّ والتاجر الثريّ         | تُنسب للكاتب الفرنسي جان دي لافونتين المتوفى عام 1695 وتم التصرف فيها                                                                                            | 31/5/2024   | يغني الإسكافيّ بسعادة كلّ يوم، ويحب أهل الحي جميعا غناءه، عدا جاره الثريّ، الذي يقدم له عرضا مقابل التوقف عن الغناء. فما هو هذا العرض؟ وكيف ستجري الأمور بعده؟ |
| 26         | جحا وابنه والحمار              | القصة متداولة عن جحا. | 14/6/2024   | يسمح بعض الناس لأنفسهم بإطلاق الأحكام على الآخرين رغم عدم معرفتهم بهم أو بظروفهم، وفي المقابل يقع البعض في دوامة الخوف من كلام الناس والسعي إلى مرضاتهم، قصة جحا وابنه والحمار تعالج هذه القضية بطريقة طريفة، وتفتح الباب للأهل والمربين لمناقشة ذلك مع الأطفال واستخلاص العبر.                                            |
| 27         | قرد يحكم                       | القصة متداولة ولكن تم أخذها بتصرف كبير من قصة قاضي الغابة لكامل كيلاني والصادرة عن مؤسسة هنداوي.                                                                | 28/6/2024   | تعالج القصة أثر الخلاف والفرقة وما يمكن أن يؤديا إليه من استغلال البعض، كما أنها تعالج أمورا أخرى كاليقظة والحذر من الوقوع في خديعة الآخرين. |
| 28         | الذئب والكُركي                  | القصة تنسب للكاتب الإغريقي إيسوب | 12/7/2024   | يمكن من خلال هذه القصة مناقشة فكرتين مع الأطفال، الأولى: فعل الخير دون انتظار مقابل من أحد، والثانية: الحذر عند فعل الخير من مكر الماكرين. |
| 29         | حذاء الطنبوريّ                  | القصة مأخوذة بتصرف من قصة حذاء الطنبوري لكامل كيلاني والصادرة عن مؤسسة هنداوي.                                                                                  | 26/7/2024   | القصة عبارة عن طرفة والهدف منها الابتهاج والابتسامة والتعرف على قصة المثل السائر: "مثل حذاء الطنبوري". |
| 30         | روبن الشجاع والذئاب            | القصة مأخوذة بتصرف بسيط من كتاب قصص عالمية، ترجمة محمد نجدة راجي شهيد، والصادر عن الهيئة العامة السورية للكتاب.                                                 | 9/8/2024    | القصة مليئة بالقضايا التي يمكن مناقشتها مع الأطفال، فهي تعكس جوانب مختلفة من شخصية بطل القصة بطريقة تحاكي أطفالنا في الواقع وتلامسهم. تحثّ القصة من خلال نظرة طفل على الإقدام والشجاعة من جهة وتعالج مسألة المبالغة فيها من جهة أخرى، كما أنها تلقي الضوء على مسألة الصدق والضمير الحيّ والصداقة بطريقة جميلة ومبسطة وطريفة. |
| 31         | الصبي راعي الغنم               | القصة تنسب للكاتب الإغريقي إيسوب | 23/8/2024   | تعالج القصة أثر الكذب حتى لو كان مزاحاً. |
| 32         | الكلب ورغيف الخبز              | القصة مأخوذة بتصرف من كتاب الأذكياء لابن الجوزي المتوفى عام ⁠597هـ⁠/⁠1201م⁠                                                                                         | 6/9/2024    | قصة لطيفة يقال إنها حدثت فعلا، تحكي عن وفاء الحيوان للإنسان، وكيف يكون الحيوان أحيانا بتسخير الله تعالى سببا في نجاة صاحبه. |
| 33         | الحمامة والنملة                | القصة تنسب للكاتب الإغريقي إيسوب | 20/9/2024   | العمل الصالح لا يذهب هباءً، ولابد أن يعود على صاحبه بالخير ولو بعد حين، كما أن أشكالنا وأحجامنا وألواننا لا تعبر عما يمكننا صنعه وإنجازه. |
| 34         | جحا والشمعة                    | القصة متداولة من نوادر جحا. | 4/10/2024   | القصة عبارة عن طرفة والهدف منها الابتهاج والابتسامة، وإلقاء الضوء على نتيجة التصرف بذكاء وحكمة في التعامل مع بعض المواقف. |
| 35         | البخيل وذهبه                   | القصة تنسب للكاتب الإغريقي إيسوب | 18/10/2024  | تعالج القصة قضية البخل، وتلقي الضوء على تكديس المال وجمعه دون الاستفادة منه أو الإفادة به. |
| 36         | حامل الملح وحامل الإسفنج       | القصة متداولة ولم يتم الوقوف على مصدرها | 1/11/2024   | تعالج القصة قضية التقليد الأعمى للآخرين دون التفكير بالظروف والأسباب والتبعات والنتائج. |